# Priacanthus arenatus
Priacanthus arenatus (Cuvier, 1829) è un pesce osseo marino appartenente alla famiglia Priacanthidae. È noto in italiano come catalufa dell’Atlantico o catalufas al pari di tutti i membri del genere Priacanthus.

## Distribuzione e habitat
Questa specie è diffusa nelle regioni tropicali e subtropicali dell'oceano Atlantico sia orientale che occidentale e può occasionalmente spingersi in zone fredde come il Canada ma normalmente non è presente più a nord del Massachusetts. È presente, raro, nel mar Mediterraneo e nel mar Nero. La specie è stata scoperta nel Mediterraneo solo alla fine degli anni '70 con due catture in acque italiane: la prima nel golfo di Cagliari e la seconda a Capo Peloro in Sicilia.
Vive tra i 10 e i 200 metri ma più comunemente fa 15 e 100 e raggiunge la massima abbondanza a 30-50 metri. Il suo habitat è costituito da fondi duri o corallini in zone aperte ed è particolarmente presente sugli affioramenti rocciosi isolati della piattaforma continentale.

## Descrizione
Il corpo è ovale, alto e compresso lateralmente, gli occhi molto grandi e la bocca ampia, in posizione obliqua. Ha una pinna dorsale, lunga, con 10 raggi spiniformi e una pinna anale di altezza maggiore della dorsale con tre raggi spiniformi allungati. La pinna caudale è quasi tronca, lievemente lunata. Il preopercolo ha una spina poco vistosa. Le scaglie sono piccole. La colorazione è completamente rosso vivo con alcune macchiette brunastre sopra la linea laterale e sulla pinna anale. Le pinne ventrali sono grigie con punta scura e la pinna caudale è bordata di nero.
Misura fino a 50 centimetri di lunghezza, comunemente non supera i 35.

## Biologia

### Comportamento
È un animale territoriale ma talvolta forma piccoli banchi in cui gli individui sono ampiamente spaziati. Ha abitudini notturne ed è una specie timida e difficile da approcciare.

### Alimentazione
Predatore. Cattura svariati animali marini sia bentonici che planctonici come pesci, crostacei (gamberetti, anfipodi, misidacei e stomatopodi), molluschi cefalopodi e anellidi policheti. Si nutre principalmente di stadi giovanili più che di prede adulte.

### Riproduzione
I giovanili sono pelagici e sono catturati abbondantemente nel mar dei Caraibi tra la fine dell'inverno e la primavera. Le femmine con le uova sono catturate in settembre.

### Predatori
Sono segnalati casi di predazione da parte del carangide Seriola dumerili e dello squalo Carcharhinus perezi.

## Pesca
È considerato un pesce dalle carni ottime ma una pesca commerciale vera e propria dedicata a questa specie non esiste. Viene pescata in piccole quantità come bycatch con lenze, reti da posta e reti a strascico, specialmente nel golfo del Messico. Ha provocato casi di ciguatera.

## Conservazione
La Lista rossa IUCN classifica P. arenatus come specie "a rischio minimo". Sembra che le popolazioni giamaicane si siano rarefatte a causa della sovrapesca ma questa minaccia non viene considerata pericolosa per la specie a livello globale.